# Football Club New York
El Football Club New York fue un equipo de fútbol de los Estados Unidos que jugó en la USL First Division, la segunda división de fútbol del país.

## Historia
Fue fundado en el año 2009 en Queens, Nueva York como un equipo de expansión de la USL First Division para la temporada 2010 luego de que varios equipos abandonaran la liga y pasaran a la NASL.
Su primer partido oficial lo jugaron el 9 de abril de 2011 y fue una derrota por 0-3 ante el Orlando City, y su primer partido en casa fue una derrota por 1-2 ante el mismo rival. La primera victoria del club llegó el 13 de mayo de 2011 por 1-0 ante el Charleston Battery con gol de Graciano Brito al minuto 35 y en su primera temporada terminó en quinto lugar de la división nacional.
En febrero de 2012 el club anunció que abandonaría la liga y pasaría a jugar en la NPSL, donde terminó con solo dos victorias en 16 partidos tras la cancelación de varios partidos en casa, por lo que abandona la liga y más tarde desaparece.

## Controversia por patrocinio
Durante la temporada 2012 el club estuvo patrocinando la campaña presidencial de Mitt Romney para las elecciones de ese año luego de la donación anónima recibida por el club para llevar el anuncio de la campaña en su uniforme.
El anuncio fue eliminado luego de terminar el primer partido debido a que las reglas de la FIFA prohíben loa anuncios políticos, religiosos y personales en los uniformes.

## Temporadas
| Año  | División | Liga    | Temporada Regular | Playoffs     | US Open Cup  |
| ---- | -------- | ------- | ----------------- | ------------ | ------------ |
| 2011 | 3        | USL Pro | 5º, National      | No clasificó | 3ª Ronda     |
| 2012 | 4        | NPSL    | 8º, Atlantic      | No clasificó | No clasificó |